# Bissenberg
Bissenberg ist ein Haufendorf, das für Altsiedellandschaften charakteristisch ist, und ein Stadtteil der Stadt Leun im mittelhessischen Lahn-Dill-Kreis.

## Geographie

### Geographische Lage
Bissenberg liegt im Lahntal zwischen Wetzlar und Weilburg am unteren Ende des Westerwaldes.

### Nachbarorte
|  | Allendorf 3 km                              |                  |
|  | Kompassrose, die auf Nachbargemeinden zeigt |                  |
|  | Biskirchen 2 km                             | Stockhausen 2 km |

## Geschichte

### Ortsgeschichte
Die älteste bekannte schriftliche Erwähnung von Bissenberg erfolgte unter dem Namen Byssinberg im Jahr 1313. Das Dokument der Ersterwähnung findet sich im Fürst zu Solms’schen Archiv in Braunfels (Abt. Urk. LV, 16).
Der älteste Teil Bissenbergs ist im Bereich der Kirche zu finden. Die Häuser stehen fast durchweg ohne eine bestimmte Ausrichtung zu einer Straße. Ab dem 18. Jahrhundert zeigt sich bei den Häusern im Fuhrweg und in der Allendorfer Straße schon eine planmäßige Ausrichtung. Ab der Bauphase 1870 bis 1950 beginnt die aufgelockerte Bebauung.
Im Zuge der Gebietsreform in Hessen fusionierten die bis dahin selbständigen Gemeinden Bissenberg, Biskirchen, Stockhausen sowie die Stadt Leun zum 31. Dezember 1971 auf freiwilliger Basis zur erweiterten Stadt Leun. Für die ehemals eigenständigen Gemeinden von Leun wurde je ein Ortsbezirk  gebildet.

### Verwaltungsgeschichte im Überblick
Die folgende Liste zeigt die Staaten und Verwaltungseinheiten, denen Bissenberg angehört(e):
- 1313: Byssinberg [Fürst zu Solms’sches Archiv in Braunfels Abt. Urk. LV 16]
- vor 1806: Heiliges Römisches Reich, Fürstentum Solms-Braunfels, Anteil der Grafschaft Solms, Amt Greifenstein
- ab 1806: Herzogtum Nassau,[Anm. 2] Amt Greifenstein[Anm. 3]
- ab 1816: Königreich Preußen,[Anm. 4] Provinz Großherzogtum Niederrhein, Regierungsbezirk Koblenz, Kreis Braunfels[8]
- ab 1822: Königreich Preußen, Rheinprovinz, Regierungsbezirk Koblenz, Kreis Wetzlar[Anm. 5]
- ab 1866: Norddeutscher Bund,[Anm. 6] Königreich Preußen, Rheinprovinz, Regierungsbezirk Koblenz, Kreis Wetzlar
- ab 1871: Deutsches Reich, Königreich Preußen, Rheinprovinz, Regierungsbezirk Koblenz, Kreis Wetzlar
- ab 1918: Deutsches Reich (Weimarer Republik), Freistaat Preußen, Rheinprovinz, Regierungsbezirk Koblenz, Kreis Wetzlar
- ab 1932: Deutsches Reich, Freistaat Preußen, Provinz Hessen-Nassau, Regierungsbezirk Wiesbaden, Kreis Wetzlar
- ab 1944: Deutsches Reich, Freistaat Preußen, Provinz Nassau, Kreis Wetzlar
- ab 1945: Amerikanische Besatzungszone,[Anm. 7] Groß-Hessen, Regierungsbezirk Wiesbaden, Kreis Wetzlar
- ab 1949: Bundesrepublik Deutschland, Land Hessen, Regierungsbezirk Wiesbaden, Kreis Wetzlar
- ab 1968: Bundesrepublik Deutschland, Land Hessen, Regierungsbezirk Darmstadt, Kreis Wetzlar.
- ab 1972: Bundesrepublik Deutschland, Hessen, Regierungsbezirk Darmstadt, Kreis Wetzlar, Stadt Leun[Anm. 8]
- ab 1977: Bundesrepublik Deutschland, Hessen, Regierungsbezirk Darmstadt, Lahn-Dill-Kreis, Stadt Leun
- ab 1981: Bundesrepublik Deutschland, Hessen, Regierungsbezirk Gießen, Lahn-Dill-Kreis, Stadt Leun

## Bevölkerung

### Einwohnerentwicklung
Im Folgenden findet sich die Entwicklung der Bevölkerungszahlen mit ihren Originalquellen.
| Jahr/Datum | Einwohner | Quelle |
| ---------- | --------- | ------ |
| 1695       | 82        | 1      |
| 1806       | 230       | 2      |
| 1817       | 268       | 2      |
| 1828       | 294       | 3      |
| 1830       | 345       | 1      |
| 1840       | 291       | 4      |
| 1846       | 355       | 4      |
| 1852       | 335       | 4      |
| 1858       | 351       | 4      |
| 1864       | 385       | 4      |
| 1871       | 369       | 4      |
| 1875       | 408       | 4      |
| 1885       | 376       | 4      |
| 1895       | 328       | 4      |
| 1905       | 359       | 4      |
| 1910       | 402       | 4      |

| Jahr/Datum | Einwohner | Quelle |
| ---------- | --------- | ------ |
| 1925       | 444       | 4      |
| 1939       | 475       | 4      |
| 1946       | 615       | 4      |
| 1950       | 592       | 4      |
| 1956       | 570       | 4      |
| 06.06.1961 | 587       | 4      |
| 31.12.1964 | 601       | 8      |
| 1967       | 593       | 4      |
| 27.05.1970 | 601       | 5      |
| 1971       | 620       | 5      |
| 1977       | 628       | 5      |
| 1987       | 698       | 5      |
| 1993       | 773       | 6      |
| 31.12.2006 | 766       |        |
| 31.12.2007 | 760       | 7      |
| 30.06.2012 | 732       |        |

### Einwohnerstruktur 2011
Nach den Erhebungen des Zensus 2011 lebten am Stichtag, dem 9. Mai 2011, in Bissenberg 747 Einwohner. Darunter waren 12 (1,6 %) Ausländer.
Nach dem Lebensalter waren 138 Einwohner unter 18 Jahren, 306 zwischen 18 und 49, 159 zwischen 50 und 64 und 144 Einwohner waren älter.
Die Einwohner lebten in 312 Haushalten. Davon waren 90 Singlehaushalte, 90 Paare ohne Kinder und 111 Paare mit Kindern, sowie 21 Alleinerziehende und 3 Wohngemeinschaften. In 60 Haushalten lebten ausschließlich Senioren und in 207 Haushaltungen lebten keine Senioren.

### Historische Religionszugehörigkeit
| • 1834: | 344 evangelische (= 99,74 %), ein katholischer (= 0,29 %) Einwohner |
| • 1961: | 535 evangelische (= 91,14 %), 52 katholische (= 8,86 %) Einwohner   |

## Politik

### Ortsbeirat
Für Bissenberg besteht ein Ortsbezirk (Gebiete der ehemaligen Gemeinde Bissenberg) mit Ortsbeirat und Ortsvorsteher nach der Hessischen Gemeindeordnung.
Der Ortsbeirat besteht aus fünf Mitgliedern. Bei den Kommunalwahlen in Hessen 2021 betrug die Wahlbeteiligung zum Ortsbeirat 51,10 %. Dabei wurden gewählt: drei Mitglieder der SPD und zwei Mitglieder der CDU. Der Ortsbeirat wählte Michael Hofmann (SPD) zum Ortsvorsteher.

### Ortsvorsteher
Ortsvorsteher ist seit 3. Mai 2021 Michael Hofmann (SPD).
| Zeitraum                | Name                  | Bemerkung |
| ----------------------- | --------------------- | --------- |
| 05.12.1972 – 02.05.1977 | Erwin Hartmann        |           |
| 03.05.1977 – 01.10.1979 | Bernd Hofmann         |           |
| 02.01.1979 – 05.05.1981 | Rita Volk             |           |
| 06.05.1981 – 16.04.1985 | Erwin Bott            |           |
| 17.04.1985 – 19.04.1989 | Johannes Bensel       |           |
| 20.04.1989 –            | Erwin Bott            |           |
|                         | Otto Weber            |           |
| – 02.05.2021            | Gerd Ulrich Heberling |           |
| seit 03.05.2021         | Michael Hofmann       |           |

## Kultur und Sehenswürdigkeiten

### Vereine
| Nr. | Name                                           | Gründung       | Bemerkung |
| --- | ---------------------------------------------- | -------------- | --- |
| 1   | Kriegerverein                                  | Oktober 1875   | aufgelöst 1945 nach Ende des Zweiten Weltkrieges                                                                                 |
| 2   | Gesangverein „Eintracht 1882 e. V. Bissenberg“ | 14. Feb. 1882  | 1933 wurde der Verein von den Nationalsozialisten verboten. 1946 wurde dem Verein die Genehmigung zum Chorgesang wieder erteilt. |
| 3   | Turn- und Spielverein 1920 e. V. Bissenberg    | 3. März 1920   | Zusammenschluss des am 3. Juli 1913 gegründeten Turnvereins mit dem am 29. Juni 1919 gegründeten Fußball-Club 1919               |
| 4   | Freiwillige Feuerwehr Bissenberg               | 18. Okt. 1933  | |
| 5   | Frauenchor Bissenberg                          | 1947           | aufgelöst 2017 |
| 6   | VdK-Ortsgruppe Bissenberg                      | 1. April 1948  | |
| 7   | Verein für Deutsche Schäferhunde im Ulmtal     | 21. Nov. 1959  | |
| 8   | Obst- und Gartenbauverein Bissenberg           | 14. März 1961  | |
| 9   | Vogelschutzverein Bissenberg                   | 21. Okt. 1967  | |
| 10  | Schützenverein „Alle Zehn 1968“                | 31. März 1968  | inzwischen aufgelöst |
| 11  | Jugendorchester Bissenberg                     | 30. Dez. 1968  | gegründet als Spielgruppe Bissenberg 16. Februar 1974 Umbenennung in Jugendorchester Bissenberg                                  |
| 12  | Verkehrsverein Bissenberg                      | 14. April 1973 | seit 1. Januar 1986 ruht der Verein                                                                                              |
| 13  | Seniorengruppe Bissenberg                      | 3. April 1986  | inzwischen aufgelöst |
| 14  | Hobby- und Freizeitclub „Blau-Weiß-Bissenberg“ | 25. Juli 1986  | |
| 15  | Pool-Billard-Freunde Bissenberg                | 1987           | |
| 16  | Heimatkundlicher Arbeitskreis                  | 29. Sept. 1987 | Am 29. Mai 2004 im Heimat- und Kulturverein Bissenberg e. V. aufgegangen                                                         |
| 17  | Country-Club Bissenberg                        | 7. Juni 1994   | Aufgelöst am 31. Dezember 2019.                                                                                                  |
| 18  | Heimat- und Kulturverein Bissenberg e. V.      | 29. Mai 2004   | |
| 19  | Wanderfreunde Leun-Bissenberg                  | –              | |
| 20  | Happy-Go-Lucky Dancer Leun e. V.               | –              | |

Der am 19. Mai 1988 gegründete Gemeinschaftskreis Bissenberg koordiniert die Veranstaltungen und gemeinsamen Aktivitäten der Bissenberger Vereine. Aus der Mitte der Vereinsvorsitzenden wird ein Vorsitzender gewählt.

### Wettbewerb „Unser Dorf soll schöner werden“
Schon bei der ersten Teilnahme (1974) an dem Wettbewerb „Unser Dorf soll schöner werden“ wurde ein gutes Ergebnis erzielt. (3. Bezirkssieger)
1975 wurde im Bezirksentscheid der 1. Platz belegt. Beim folgenden Gebietsentscheid wurde am 7. Juli 1975 ein 1. Platz erreicht.
Beim Landesentscheid am 9. August 1975 musste man sich mit einem 4. Platz zufriedengeben, obwohl Bissenberg punktgleich mit den Gemeinden war, die auf Platz 2 und 3 gesetzt worden waren.
Dies war für die Bissenberger enttäuschend und das Interesse in der Bevölkerung ließ nach.
Beim 18. Wettbewerb am 15. Juni 1976 nahm Bissenberg zum letzten Mal teil und erreichte unter 25 Gemeinden den 10. Platz.

### Bauwerke

#### Kirche

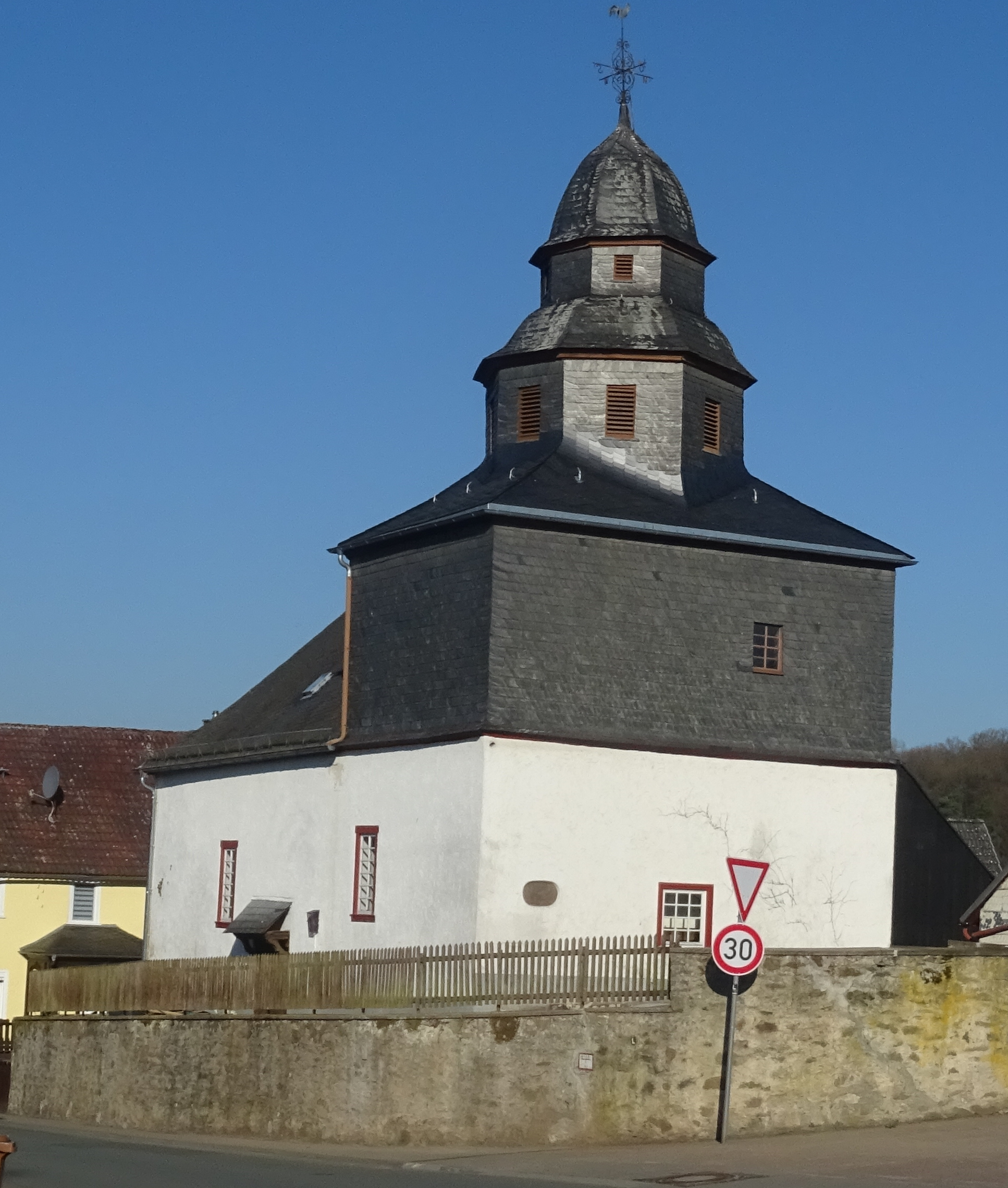
Bissenberger Kirche

Die Bissenberger Kirche ist ein kleiner romanischer Rechteckbau mit verputztem Fischgrätenmauerwerk, der 1723 bis 1726 erhöht, nach Westen verlängert und mit verschiefertem Turmaufbau versehen wurde.
Bemerkenswert ist die kleine romanische Pforte auf der Südseite und der große Bogen im Osten. Im flach gedeckten Inneren ist eine dreiseitige Empore und Kanzel aus dem 18. Jahrhundert.
Nennenswert ist eine Pilasterverzierung im hölzernen Turmgeschoss, wofür das Balkenwerk des abgebrochenen Eisenhammers (Bissenberger Hütte) verwendet wurde. Am 18. Oktober 1726 wurde die Kirche neu eingeweiht.

#### Alte Schule

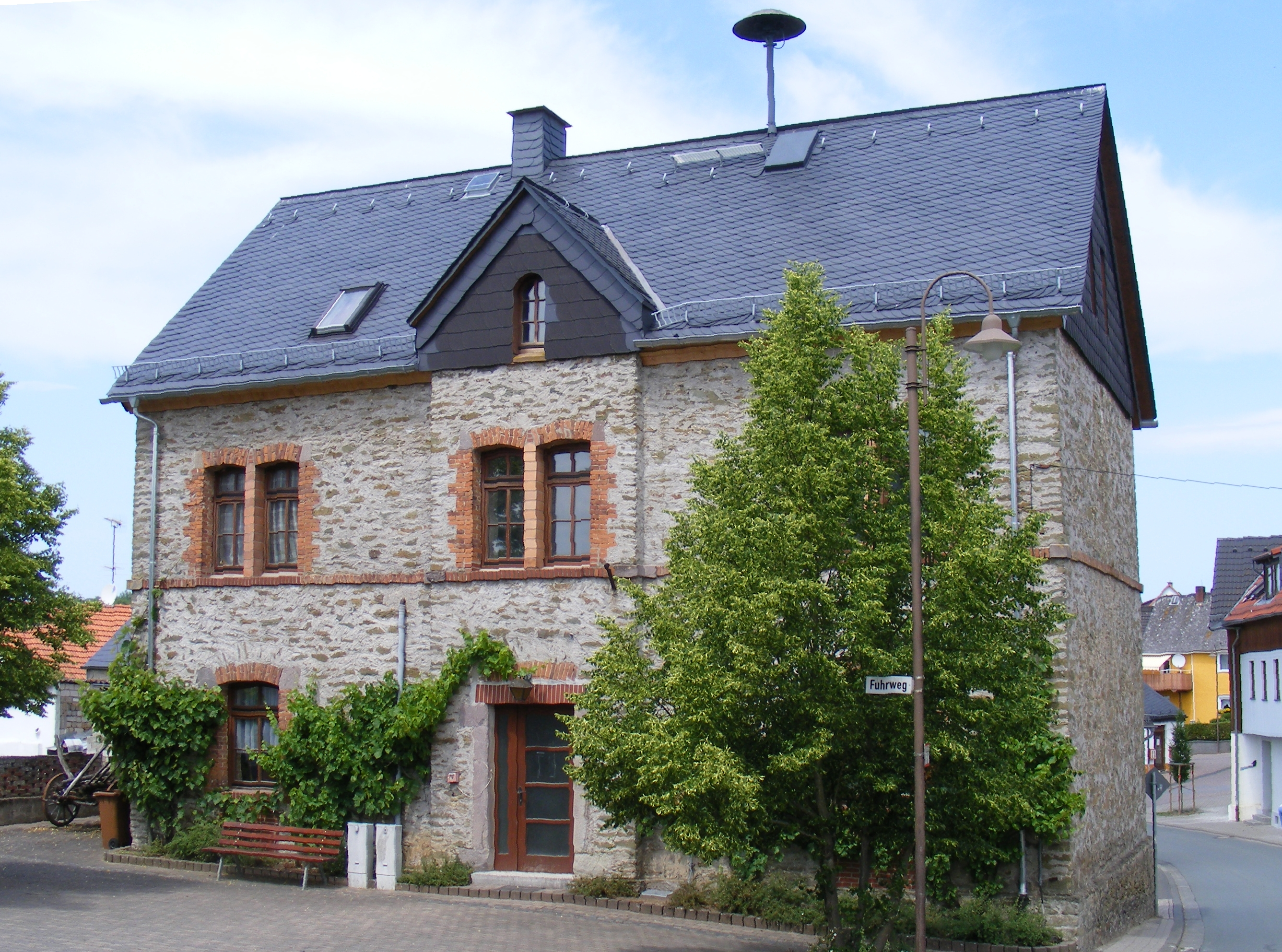
Bissenberg: Alte Schule

Die „Alte Schule“ im Ortskern wurde 1862/63 als typisch schlichter, zweigeschossiger Schulbau mit Lehrerwohnung von Kommunalbaumeister Mayer in prägnanter Lage am südlichen Ortsrand in Bruchsteinmauerwerk erbaut. Sie ist in einfacher Weise durch ein Sohlbankgesims, die Fenstergruppierung und den mittigen Eingangsrisalit gegliedert, dessen neugotischer Treppengiebel sich nicht erhalten hat (Abbruch nach dem Zweiten Weltkrieg). Sie steht im Winkel Fuhrweg/Stockhäuser Straße. Zur Schule gehörten ein kleiner Stall, eine Abortanlage, Holzschuppen sowie ein großer Schulgarten, längs der Stockhäuser Straße. Heute steht dort das Feuerwehrhaus.

### Das Dolle Dorf
Am 24. September 2021 wurde Bissenberg vom Hessischen Rundfunk als „Dolles Dorf“ porträtiert. Die am Abend des 25. September ausgestrahlte Hessenschau brachte Bissenberg einem Millionenpublikum nahe.

## Wirtschaft und Infrastruktur

### Staatlich anerkannter Erholungsort
Am 19. Juni 1975 wurde Bissenberg das Prädikat „Staatlich anerkannter Erholungsort“ vom damaligen hessischen Sozialminister Horst Schmidt zuerkannt.

### Kurzentrum
Walter von Gierke gründete und erbaute 1977 das biologisch-homöopathische Kurzentrum am Dianaburgweg im Außenbereich unterhalb des Hainfeldes.

### Bildung
Die erste Bissenberger Schule entstand 1725/26. Das heute noch erhaltene Gebäude im Winkel Brunnenstraße und Stockhäuser Straße wurde bis 1863 genutzt.
Am 14. Januar 1863 wurde die zweite Schule nach zweijähriger Bauzeit eingeweiht. Zwischen 1931 und 1939 wurde ein Zweitlehrer eingestellt. Da nach dem Zweiten Weltkrieg die Schülerzahlen stiegen, wurde 1947 erneut ein Zweitlehrer beschäftigt. Am 12. Juli 1952 wurde vom Gemeinderat der Bau einer neuen Schule beschlossen. Das Gebäude an der Ecke Fuhrweg und Stockhäuserstraße wird heute als Alte Schule bezeichnet.
Die dritte Schule wurde am 28. November 1953 eingeweiht und bis 1966 genutzt. Im Zuge der Schulreform mussten die Schüler die 1962 eröffnete Mittelpunktschule in Biskirchen besuchen. Die Schule wird seit den Umbauarbeiten in den 1970er Jahren als Dorfgemeinschaftshaus genutzt.

### Verkehr

#### Öffentlicher Personennahverkehr (ÖPNV)
Bissenberg ist durch die Buslinie 125 an den Nahverkehr in Wetzlar angeschlossen, ebenso existiert eine Busverbindung nach Solms (Linie 120).
Auf Bissenberger Gebiet werden 2 Haltestellen angefahren:
- Bissenberg – Kirchplatz 120 125
- Bissenberg – Abzweig Bissenberg 120 125

#### Eisenbahn
Ab 1922 hatte Bissenberg mit dem außerhalb des Ortes liegenden Haltepunkt im Ulmtal an der 15 km langen Ulmtalbahn (im Volksmund auch Balkanexpress genannt) einen Anschluss an die Eisenbahnstrecke, die von Stockhausen (Lahn) nach Beilstein (Dillkreis) verlief. Der Haltepunkt wurde aber bereits 1927 nicht mehr genutzt und nach dem Zweiten Weltkrieg abgerissen. In den 1950er Jahren verschwand der Haltepunkt auch aus dem Kursbuch. 1963 wurde der Bahnsteig im Zuge der Gleiserneuerungen beseitigt.
Der Personenverkehr wurde bereits am 30. Mai 1976 wieder eingestellt. Der Güterverkehr endete am 30. Januar 1988. Anfang der 1990er-Jahre wurde die Strecke zurückgebaut und zurzeit verlaufen die Vorarbeiten für einen Radweg auf der alten, nun gleislosen Bahntrasse.

#### Straße
Bissenberg ist über die BAB 45 über die Anschlussstellen Ehringshausen und Wetzlar-Ost und über die BAB 480 mit der Anschlussstelle Aßlar in kurzer Zeit zu erreichen. Ca. 2 km südlich von Bissenberg befindet sich die Bundesstraße 49, welche eine schnelle Verbindung nach Wetzlar, Gießen, Limburg an der Lahn und Weilburg darstellt.

### Friedhöfe

#### Alter Friedhof
Auf dem im Zentrum des Ortes gelegenen Alten Friedhof befinden sich zwei Kriegsgräber:
- Reinhard Lietzow (30.3.1922 – 23.3.1945) Grab Reinhard Litzow, Bissenberg

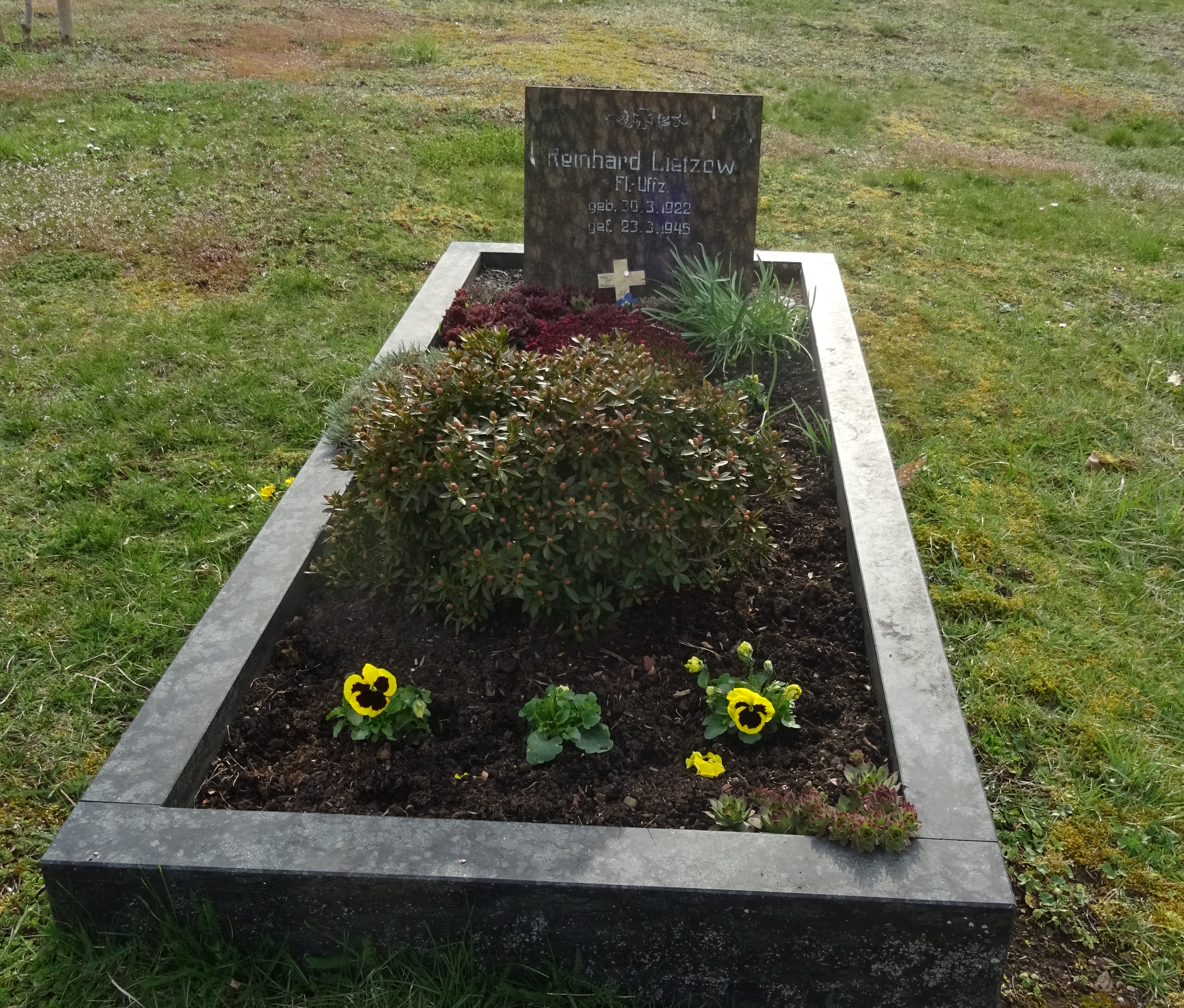
Grab Reinhard Litzow, Bissenberg

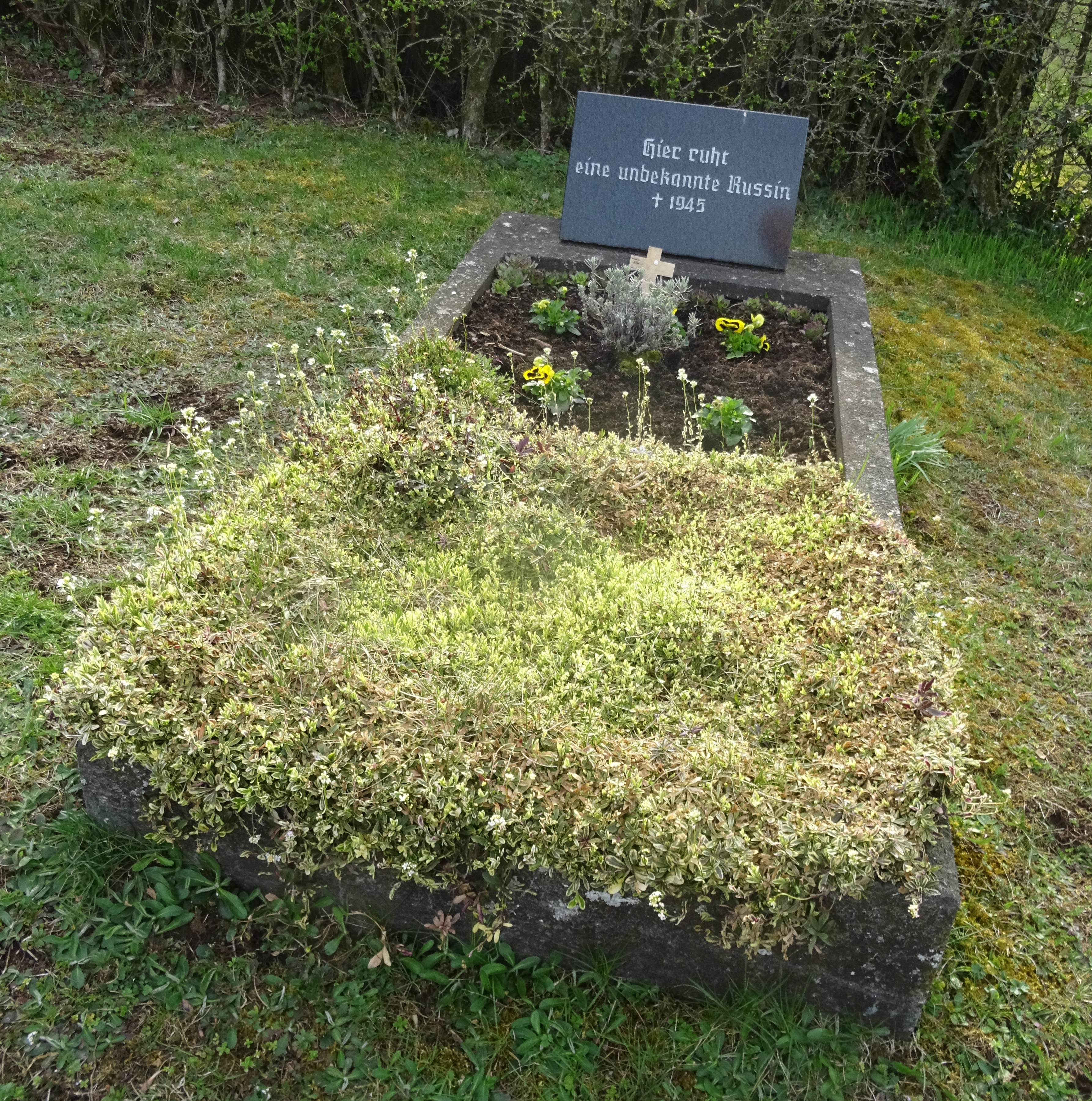
Grab der unbekannten Russin in Bissenberg

- Unbekannte Russin Grab der unbekannten Russin in Bissenberg

#### Neuer Friedhof
Der neue Friedhof befindet sich im Norden des Ortes Richtung Allendorf.